# Русские Геевцы
Ру́сские Ге́евцы (укр. Руські Геївці) — село в Сюртэнской сельской общине Ужгородского района Закарпатской области Украины.
Население по переписи 2001 года составляло 126 человек. Занимает площадь 0,033 км².

## Физико-географическая характеристика
Село находится в 30-километровой приграничной зоне на границе со Словакией. По территории села протекает река Латорица. Рядом с селом находится карьер, где водится плотва. Русские Геевцы находятся на высоте 101 метр над уровнем море, являются самой низкой точкой Закарпатской области.

## История

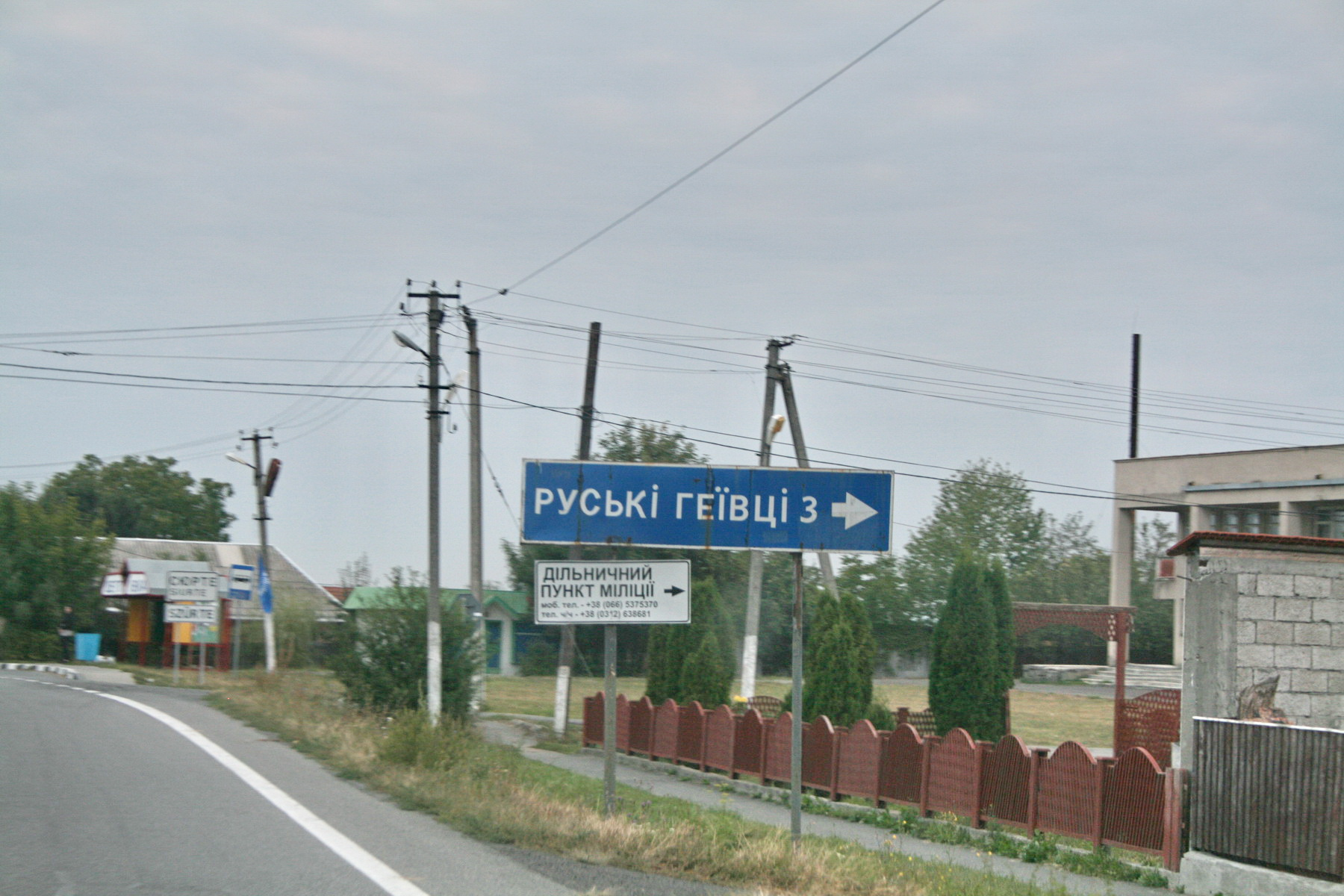
Указательный знак

Датой основания села считается 1936 год. Русские Геевцы были основаны как колонистское село в рамках земельной реформы, начатой властями Чехословакии на территориях, где в основном проживали венгры и заселялось чешско-русинскими колонистами. В результате Первого Венского арбитража чехи покинули село, а после включения Закарпатья в состав СССР свободные имения достались украинским поселенцам. По состоянию на 1973 год село входило в состав Великогеевецкого сельского совета (центр — село Великие Геевцы) Закарпатской области.
В 2008 году село было включено в список населённых пунктов на которые распространяется действие соглашения между Украиной и Словакией о местном приграничном движении.
С 2020 года входит в состав Сюртэнской сельской общины.

## Население
По состоянию на 1989 года в селе проживало 106 человек (53 мужчины и 53 женщины). В 2001 году по переписи населения в Русских Геевцах проживало 126 человек, 96,83 % из которых родным языком назвали украинский, а 3,17 % — венгерский язык.

## Инфраструктура
В 500 метрах от села находится песчаный карьер, разработку которого ведёт компания «Будавтодор», использующая песок для дорожного строительства. Действует Церковь Михаила Архангела УПЦ МП.
По состоянию на 2017 год в селе отсутствовало уличное освещение, автобусное сообщение и продуктовый магазин. В 2020 году, после коллективного обращения жителей села, был начат аварийный ремонт автомобильной дороги Тыйглаш — Русские Геевцы — Малые Геевцы.

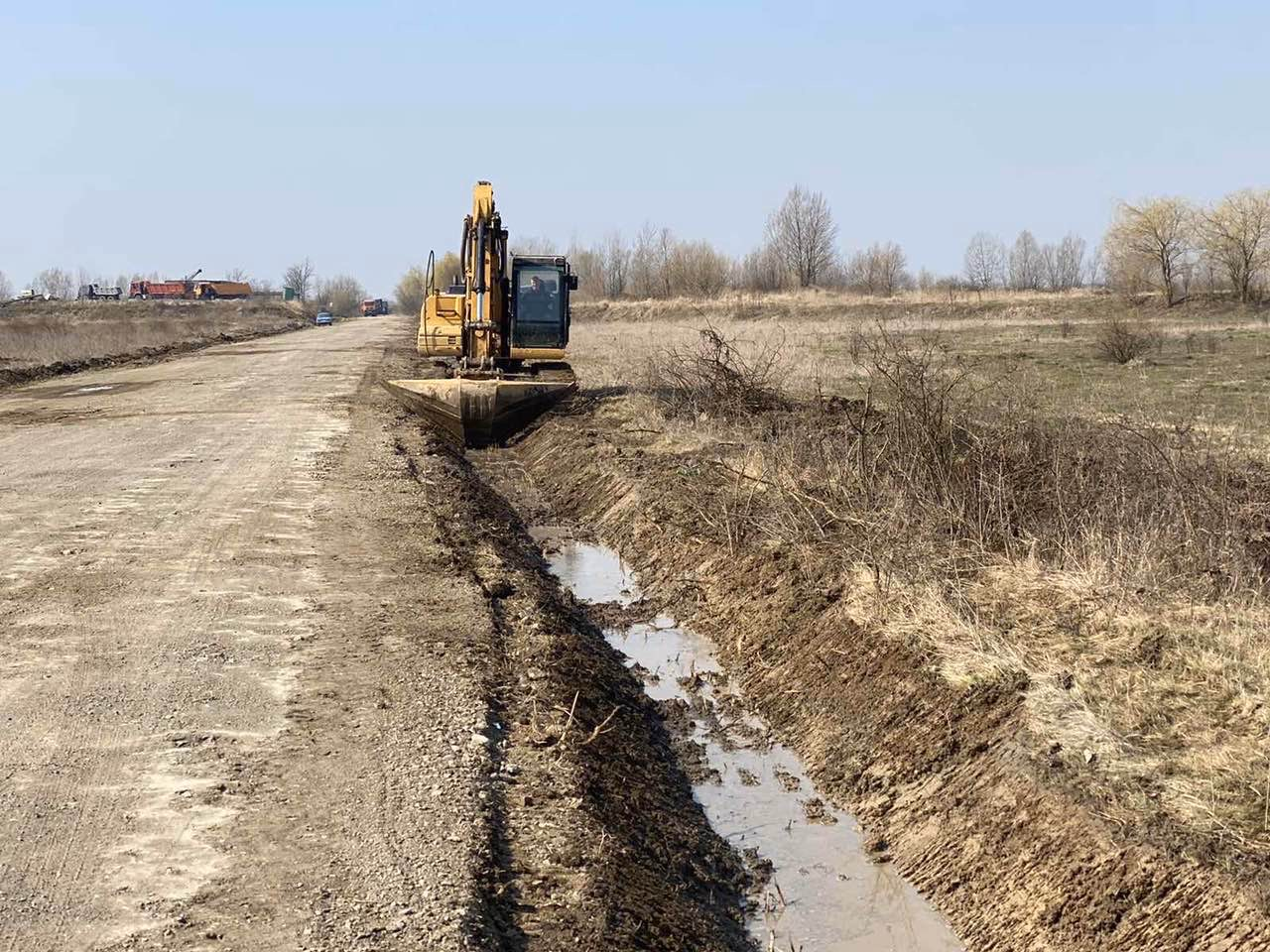
Ремонт дороги, 2020 год
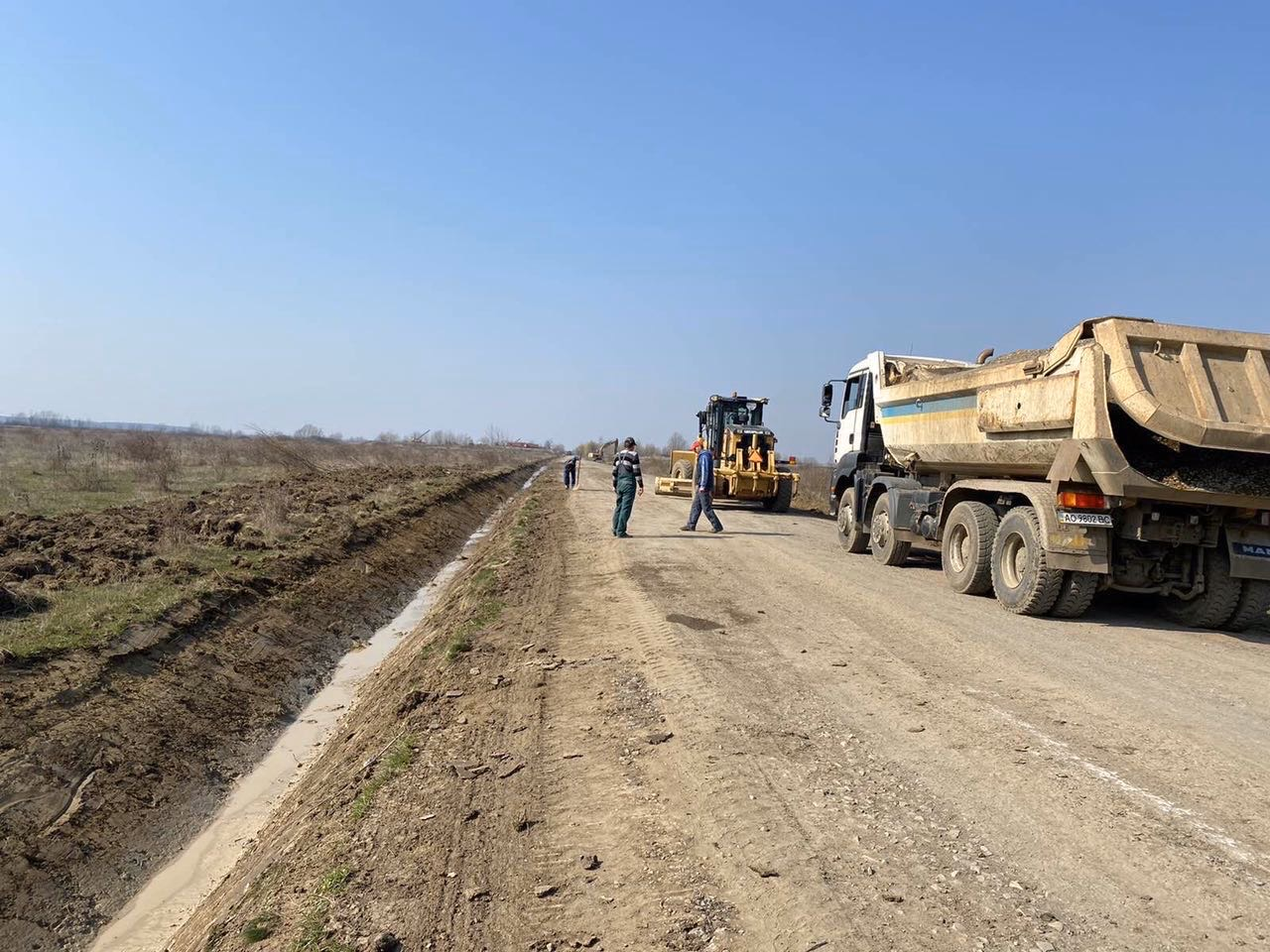
Ремонт дороги, 2020 год